# Eivind Aarset
Eivind Aarset est un guitariste de jazz norvégien, né le 23 mars 1961. Il a travaillé avec des artistes tels que Ray Charles, Dee Dee Bridgewater, Ute Lemper, Ketil Bjørnstad, Mike Mainieri, Arild Andersen, Abraham Laboriel, Dhafer Youssef et Django Bates ainsi que le trompettiste Nils Petter Molvaer.
On associe souvent son style au nu jazz. Son œuvre et ses albums sont très influencés par la musique électronique contemporaine.

## Discographie
- Électronique Noire (1998)
- Light Extracts (2001)
- Connected (2004)
- Sonic Codex (2007)
- Live Extracts (2010)
- Dream Logic (2012)
- IE (2015)
- Snow Catches On Her Eyelashes (2020)